# Celebrity Hunted: Caccia all'uomo
Celebrity Hunted: Caccia all'uomo è un reality show pubblicato su Prime Video, prodotto da Endemol Shine Italy e basato sul programma britannico di Channel 4 Celebrity Hunted, a sua volta spin-off del reality Hunted. È la prima produzione italiana Amazon diversa da fiction e docu-serie.
Questo spin-off è stato adattato in Francia e Germania sempre da Amazon.

## Regolamento
I Ricercati, concorrenti famosi che partecipano da soli o in coppia, dovranno scappare in tutta Italia per 14 giorni partendo da una nota destinazione italiana, con a disposizione solo un cellulare di vecchia generazione e una carta che consente il prelievo di un massimo di 70 euro al giorno. I Ricercati sono braccati dai cosiddetti Cacciatori, un team di professionisti del settore investigativo organizzati in squadre operative preposte alla cattura fisica dei personaggi, coordinati dal Quartier Generale con sede nella Lanterna di Fuksas sul tetto del palazzo dell'ex Unione Militare di Roma, con il compito di effettuare le attività investigative e di intelligence. Nella seconda stagione, a differenza della prima, le celebrità sono dotate di un braccialetto elettronico di cui dovranno disfarsi il prima possibile poiché dotato di GPS. Nella terza, in aggiunta alla carta e al telefonino, i ricercati possono usare una volta il bonus "safe house" che permette di arrivare in un luogo sconosciuto al quartier generale, il quale pure ha due bonus da sfruttare. Nella quarta fa la sua comparsa il game master, che a suo piacimento potrà ostacolare o aiutare le parti in gioco. I concorrenti che iniziano il gioco in coppia hanno la possibilità di potersi dividere: nel caso in cui solo uno di loro venga catturato l'altro potrà comunque continuare il suo percorso. Durante il dodicesimo giorno solo i ricercati riceveranno la posizione del Punto di estrazione: chi riuscirà a raggiungerlo senza farsi catturare vincerà il gioco. Il montepremi vinto va in beneficenza.

## Edizioni
| Edizione | Pubblicazione    | Pubblicazione    | Distributore | Episodi | Fuggitivi | Vincitori          | Vincitori          | Regia            |
| Edizione | Inizio           | Fine             | Distributore | Episodi | Fuggitivi | Vincitori          | Vincitori          | Regia            |
| -------- | ---------------- | ---------------- | ------------ | ------- | --------- | ------------------ | ------------------ | ---------------- |
| 1ª       | 13 marzo 2020    | 20 marzo 2020    | Prime Video  | 6       | 8         | Claudio Santamaria | Francesca Barra    | Alessio Pollacci |
| 1ª       | 13 marzo 2020    | 20 marzo 2020    | Prime Video  | 6       | 8         | Luis Sal           | Fedez              | Alessio Pollacci |
| 2ª       | 18 giugno 2021   | 25 giugno 2021   | Prime Video  | 6       | 7         | Elodie             | Myss Keta          | Alessio Pollacci |
| 3ª       | 17 novembre 2022 | 24 novembre 2022 | Prime Video  | 6       | 9         | Marco D'Amore      | Salvatore Esposito | Alessio Pollacci |
| 4ª       | 6 maggio 2024    | 13 maggio 2024   | Prime Video  | 6       | 8         | Hunters            | Hunters            | Alessio Pollacci |

## Cacciatori

### Stagioni 1-3
Quartier Generale:
- Alfredo Mantici (1950-2023), ex capo del Dipartimento Analisi Strategica del S.I.S.De.;
- Lorenzo Faletra, hacker etico;
- Chiara Camerani, psicologa e criminologa;
- Giulia Michelle Stabile, studentessa in criminologia;
- Giulia Perrone, studentessa in criminologia;
- Fortunato Lodari, specialista in cybersecurity;
- Kofi Danquah, studente in scienze comportamentali;
- Carlo Biffani, esperto di sicurezza e terrorismo, ex ufficiale paracadutista della Brigata "Folgore";
- Vito D'Andreano, ex vice questore della polizia francese;
- Simone Barbato, psicologo clinico e digitale;
- Luigi Onorato, ex sostituto commissario di polizia;
- Margherita Carlini, psicologa e criminologa forense;
- Giuseppe Monforte, ex ispettore superiore di polizia;
- Sabrina Magris, psicologa investigativa.

Squadra Alpha:
- Valentina Tarricone, investigatrice privata;
- Simona Tarricone, investigatrice privata.

Squadra Bravo:
- Pietro Marras, esperto nella sicurezza privata internazionale;
- Alberto Lazzari, esperto in sicurezza privata.

Squadra Charlie:
- Luca Rinaldi, membro dell’Investigative Reporting Project Italy;
- Stefano Ruaro, ex incursore del 9º Reggimento d'assalto paracadutisti "Col Moschin".

Squadra Delta:
- Giuseppe Tiralongo, investigatore privato, ex paracadutista in forza al 183º Reggimento paracadutisti "Nembo";
- Alessio Mascherana, esperto nel settore della sicurezza privata.

Squadra Echo:
- Klara Murnau, investigatrice privata;
- Barbara Gaggiotti, consulente investigativo.

### Stagione 4
I cacciatori nel quartier generale:
- Carlo Biffani, il “capo”;
- Simone Barbato;
- Margherita Carlini;
- Roberta Catania;
- Lorenzo Faletra;
- Olga Mascolo;
- Lourdes Russo;
- Giulia Michelle Stabile.

I cacciatori on the road:
- Valentino Agunu;
- Camilla Fornasari;
- Nicola Lazzari;
- Sarita Maschietti;
- Roberta Sannasardo;
- Danilo Testa;
- Mirko Valenti;
- Massimiliano Volpini.

## Ricercati

### Stagione 1
| Nome                         | Età     | Professione             | Città di provenienza | Puntata di cattura/fine fuga | Stato      |
| ---------------------------- | ------- | ----------------------- | -------------------- | ---------------------------- | ---------- |
| Claudio Santamaria           | 45 anni | Attore                  | Roma                 | Puntata 6                    | Vincitore  |
| Francesca Barra              | 41 anni | Giornalista, scrittrice | Policoro             | Puntata 6                    | Vincitrice |
| Fedez                        | 30 anni | Rapper                  | Milano               | Puntata 6                    | Vincitore  |
| Luis Sal                     | 22 anni | Youtuber, influencer    | Bologna              | Puntata 6                    | Vincitore  |
| Francesco Totti              | 43 anni | Ex calciatore           | Roma                 | Puntata 5                    | Catturato  |
| Cristiano Caccamo            | 30 anni | Attore                  | Taurianova           | Puntata 4                    | Catturato  |
| Diana Del Bufalo             | 30 anni | Cantante, attrice       | Roma                 | Puntata 4                    | Catturata  |
| Costantino della Gherardesca | 43 anni | Conduttore TV           | Roma                 | Puntata 2                    | Catturato  |

Quest'edizione è partita dal Colosseo ed è terminata a Villa Usuelli, nel comune di Blevio. Si sono aggiudicati la prima edizione la coppia formata da Claudio Santamaria con la moglie Francesca Barra e la coppia formata da Fedez con Luis Sal.
Le vincite sono state così devolute in beneficenza: Fedez alla compagnia teatrale Mayor Von Frinzius, Luis Sal all'AIRC e la coppia Santamaria/Barra all'associazione Heal.

### Stagione 2
| Nome               | Età     | Professione             | Città di provenienza | Puntata di cattura/fine fuga | Stato      |
| ------------------ | ------- | ----------------------- | -------------------- | ---------------------------- | ---------- |
| Myss Keta          | 31 anni | Rapper                  | Milano               | Puntata 6                    | Vincitrice |
| Elodie             | 30 anni | Cantante                | Roma                 | Puntata 6                    | Vincitrice |
| Stefano Accorsi    | 50 anni | Attore                  | Bologna              | Puntata 6                    | Catturato  |
| Achille Lauro      | 30 anni | Cantante                | Verona               | Puntata 6                    | Catturato  |
| Boss Doms          | 33 anni | Musicista               | Roma                 | Puntata 6                    | Catturato  |
| Diletta Leotta     | 29 anni | Conduttrice TV          | Catania              | Puntata 4                    | Catturata  |
| Vanessa Incontrada | 42 anni | Attrice, conduttrice TV | Barcellona           | Puntata 3                    | Catturata  |

Quest'edizione è partita da Venezia ed è terminata a Villa Astor di Sorrento. Elodie e M¥ss Keta, le sole vincitrici, decidono di devolvere il premio all'Onlus "The Circle", una associazione che sostiene i diritti delle donne e l'uguaglianza.

### Stagione 3
| Nome               | Età     | Professione                     | Città di provenienza | Puntata di cattura/fine fuga | Stato     |
| ------------------ | ------- | ------------------------------- | -------------------- | ---------------------------- | --------- |
| Salvatore Esposito | 36 anni | Attore                          | Napoli               | Puntata 6                    | Vincitore |
| Marco D'Amore      | 40 anni | Attore, regista cinematografico | Caserta              | Puntata 6                    | Vincitore |
| Rkomi              | 27 anni | Rapper, cantautore              | Milano               | Puntata 6                    | Catturato |
| Irama              | 26 anni | Cantautore                      | Carrara              | Puntata 6                    | Catturato |
| Ciro Priello       | 36 anni | Attore, comico                  | Napoli               | Puntata 6                    | Catturato |
| Fabio Balsamo      | 33 anni | Attore, comico                  | Napoli               | Puntata 6                    | Catturato |
| Cristina Marino    | 31 anni | Attrice                         | Milano               | Puntata 5                    | Catturata |
| Luca Argentero     | 44 anni | Attore                          | Torino               | Puntata 4                    | Catturato |
| Katia Follesa      | 46 anni | Comica, attrice, conduttrice TV | Giussano             | Puntata 3                    | Catturata |

Quest'edizione è partita da Firenze ed è terminata al Castello Maniace ad Ortigia, a Siracusa. I vincitori sono Marco D'Amore e Salvatore Esposito che decidono di devolvere una parte del premio a Save the Children e l'altra a Emergency.

### Stagione 4
| Nome                | Età     | Professione             | Città di provenienza  | Puntata di cattura/fine fuga | Stato     |
| ------------------- | ------- | ----------------------- | --------------------- | ---------------------------- | --------- |
| Cecilia Rodríguez   | 34 anni | Modella                 | Pilar                 | Puntata 6                    | Catturata |
| Belén Rodríguez     | 40 anni | Modella, conduttrice TV | Buenos Aires          | Puntata 6                    | Catturata |
| Brenda Lodigiani    | 37 anni | Imitatrice, conduttrice | Sant'Angelo Lodigiano | Puntata 6                    | Catturata |
| Herbert Ballerina   | 44 anni | Attore, comico          | Campobasso            | Puntata 6                    | Catturato |
| Ernia               | 31 anni | Rapper                  | Milano                | Puntata 5                    | Catturato |
| Guè                 | 44 anni | Rapper                  | Milano                | Puntata 5                    | Catturato |
| Rocío Muñoz Morales | 36 anni | Attrice, conduttrice TV | Madrid                | Puntata 4                    | Catturata |
| Raoul Bova          | 53 anni | Attore                  | Roma                  | Puntata 4                    | Catturato |

Questa edizione è partita da Milano ed è terminata a Castel del Monte, e non ha visto alcun vincitore. 
Il montepremi è stato comunque suddiviso tra otto associazioni scelte dai ricercati:Rocío Muñoz Morales/Raoul Bova all'Associazione Peter Pan ODV Ospedale Pediatrico Bambin Gesù e alla Croce Rossa Italiana, Guè/Ernia aalla Kayròs-Comunità per giovani in difficoltà, Belén Rodríguez/Cecilia Rodríguez all'Ospedale Pediatrico Gaslini-Fondazione Gaslinsieme e all'ADMO (Associazione Donatori Midollo Osseo), e infine, Brenda Lodigiani/Herbert Ballerina alla RESQ-People Saving People e Vidas.

## Distribuzione
La serie reality è distribuita su Prime Video.
Le prime tre puntate della prima serie sono state distribuite il 13 marzo 2020; le altre tre il 20 marzo 2020 assieme a un extra di 23 minuti con contenuti inediti e il dietro le quinte dei concorrenti e dei cacciatori.
Le prime tre puntate della seconda serie sono state distribuite il 18 giugno 2021; le altre tre il 25 giugno 2021.
Le prime tre puntate della terza serie sono state distribuite il 17 novembre 2022; le altre tre il 24 novembre 2022.
Le prime tre puntate della quarta stagione sono state distribuite il 6 maggio 2024; le altre tre il 13 maggio 2024.